# 장충중학교
장충중학교(奬忠中學校)는 대한민국 서울특별시 중구 신당동에 있는 사립 중학교이다.

## 학교 연혁
- 1933년 4월 14일 : 경성 원예 학교 설립인가 및 개교
- 1943년 7월 20일 : 학교법인 고계학원 (설립자 겸 이사장 오청 선생) 본교 인수
- 1944년 9월 1일 : 개교기념일로 제정
- 1947년 8월 25일 : 경성 원예 학교 폐지인가 및 고계중학교 설립인가
- 1951년 8월 31일 : 교육법 개정에 따른 고계 중학교 개편
- 1963년 8월 10일 : 고계중학교를 장충중학교로 개명
- 1972년 9월 : 관리관 완공(2층 120평)
- 1999년 12월 10일 : 『학교법인 고계학원』 을 『학교법인 장충고계학원』 으로 개명
- 2001년 8월 : 중학교사 재건축 완공
- 2005년 2월 : 화승관 완공
- 2006년 10월 : 제5대 이사장에 이규성 이사 취임
- 2020년 3월 1일 : 김준기 교장 취임
- 2022년 1월 6일 : 제85회 졸업식
- 2023년  4월 14일 : 개교 90주년
- 2025년 3월 1일 : 최현상 교장 취임

## 참고 자료
- 장충중학교 - 한국교육학술정보원 학교알리미